# Thomas Howard (1511-1537)
Thomas Howard (1511 – Londra, 31 ottobre 1537) è stato un nobile inglese.

## Biografia
Era figlio di Thomas Howard, II duca di Norfolk e della seconda moglie Agnes Tylney.
Entrò a corte nel 1533 quando sua nipote Anna Bolena sposò Enrico VIII d'Inghilterra. Aiutò a portare il baldacchino in occasione del battesimo della principessa Elisabetta, figlia di Anna ed Enrico.
Negli anni seguenti fu spesso a corte dove ebbe modo di conoscere Lady Margaret Douglas (1515–1578), figlia della sorella di Enrico VIII Margherita Tudor e del secondo marito Archibald Douglas, VI conte di Angus (c.1489–1557). Dal 1535 Lord Howard e Lady Margaret iniziarono una segreta relazione amorosa.
La regina Anna Bolena perse il proprio potere nel maggio del 1536. Questo contribuì ad infuriare ulteriormente Enrico VIII quando nel luglio del 1536 apprese del legame tra Lord Howard e Lady Margaret. Sua nipote Margaret figurava infatti nella linea di successione al trono dato che le figlie del re, Maria ed Elisabetta, erano state dichiarate illegittime.
Sia Lord Howard che Lady Margaret vennero condotti alla Torre. Il 18 luglio 1536 un Act of Attainder che accusava Howard di attentare alla successione della corona venne discusso in entrambe le camere del Parlamento. L'Act sentenziò la pena di morte per l'accusato e proibì il matrimonio di un membro della famiglia del re senza il suo permesso.

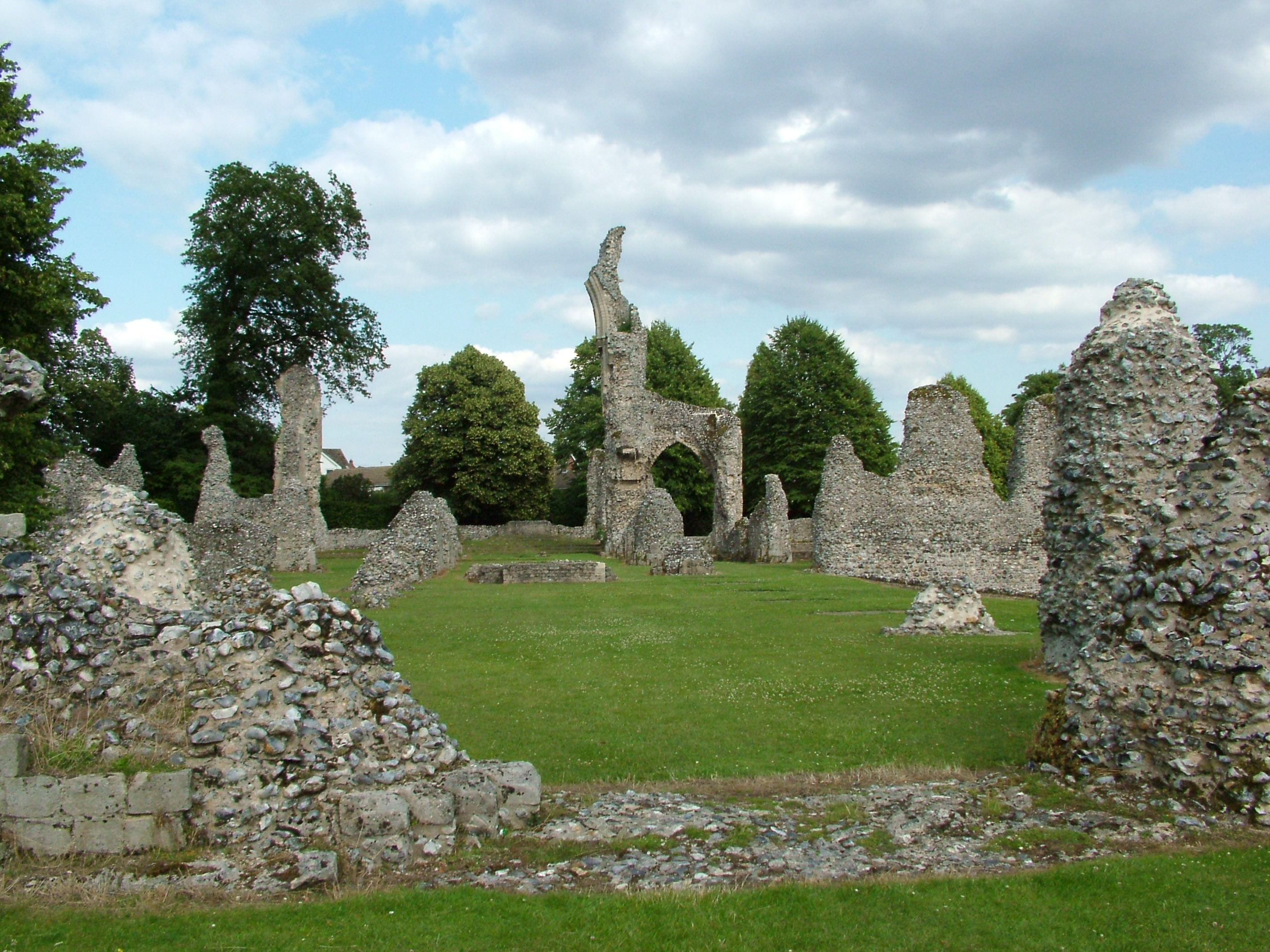
I resti del monastero di Thetford

La sentenza di morte non venne eseguita e Howard languì nella Torre nonostante che Lady Margaret avesse da tempo interrotto la loro relazione.
Nella Torre Lady Margaret cadde ammalata ed il re le permise di essere trasferita nel monastero di Syon sotto la supervisione della badessa. Venne rilasciata dall'imprigionamento il 29 ottobre 1537.
Lord Howard invece rimase nella Torre dove si ammalò gravemente e morì il 31 ottobre 1537. Si sospettò fosse stato avvelenato. Il suo corpo fu restituito alla madre con l'obbligo di seppellirlo senza pompa. Lord Howard venne così interrato nel monastero di Thetford.